# Your New Favourite Band
Albums de The Hives
Veni Vidi Vicious
(2000) Tyrannosaurus Hives
(2004)
Your New Favourite Band est un album de The Hives, c'est le best-of des deux premiers albums du groupe.

## Liste des titres
1. Hate to Say I Told You So
2. Main Offender
3. Supply and Demand
4. Die, All Right!
5. Untutored Youth
6. Outsmarted
7. Mad Man
8. Here We Go Again
9. a.k.a. I.D.I.O.T.
10. Automatic Schmuck
11. Hail Hail Spit N'Drool
12. The Hives Are Law, You Are Crime

## Charts
- #09 : Grande-Bretagne